# Dawson Creek Regional Airport

i7
i11
i13
Der Flughafen Dawson Creek ist ein Regionalflughafen in der kanadischen Provinz British Columbia.

## Am Flughafen
Peace Air, Northward Air und Canadian Helicopters sind hier mit Charterflugzeugen und -hubschraubern stationiert.

## Start- und Landebahn
Beim Anflug auf den Flughafen stehen folgende Navigations- und Landehilfen zur Verfügung: NDB
Landebahn 24/06, Länge 1524 m (5001 ft), Breite 46 m (150 ft), Asphalt.

## Flugverbindungen
Der Flughafen wird von Central Mountain Air angeflogen. Es finden Linienflüge nach Vancouver und anderen regionalen Zielen statt.